# Трикоми, Франческо
Франческо Джакомо Три́коми (итал. Francesco Giacomo Tricomi; 5 мая 1897, Неаполь, Италия — 21 ноября 1978, Турин, Италия) — итальянский математик, член Национальной академии деи Линчеи.

## Биография
Стал широко известен в 1923 году благодаря своей работе, в которой исследовал корректные краевые задачи для линейных уравнений в частных производных второго порядка смешанного типа; в его честь простейшее уравнение такого типа названо уравнением Трикоми. Его имя носят также и другие математические понятия — функция Трикоми и газ Трикоми. С помощью построенной им функции Трикоми удалось решить одну старую задачу из теории чисел, а также новую задачу из области теоретической биологии: дать теоретическое обоснование для количественной характеристики устойчивости колонии бактерий к антибиотику.
Преподавал в университетах Турина, Рима, Падуи и Флоренции. В период 1948—1950 годов работал в Калифорнийском технологическом институте над так называемым проектом Бейтмана, итогом которого явилось создание пятитомной энциклопедии по специальным функциям и функциональным преобразованиям. В 1961 году получил премию имени Антонио Фелтринелли за выдающиеся достижения в математике и механике.

За рубежом, особенно в США и СССР, Трикоми считали легендарной личностью, одним из крупнейших математиков двадцатого столетия. Трикоми похоронен согласно его пожеланию на маленьком кладбище в Торре-Пелличе — городе, с которым его связывали многие яркие воспоминания.

Автор более трёхсот научных работ, посвященных теории дифференциальных и интегральных уравнений, теории функций, теории вероятностей и её приложениям к теории чисел, аэродинамике, теории сингулярных интегралов. Решил ряд прикладных задач.

## Основные работы
- Трикоми Ф. О линейных уравнениях смешанного типа. — М.—Л.: ОГИЗ Гостехиздат, 1947. — 192 с.
- Трикоми Ф. Лекции по уравнениям в частных производных. — М.: Иностранная литература, 1957. — 444 с.
- Трикоми Ф. Интегральные уравнения. — М.: Иностранная литература, 1960. — 300 с.
- Трикоми Ф. Дифференциальные уравнения. — М.: Мир, 1962. — 351 с.